# Wat purnima

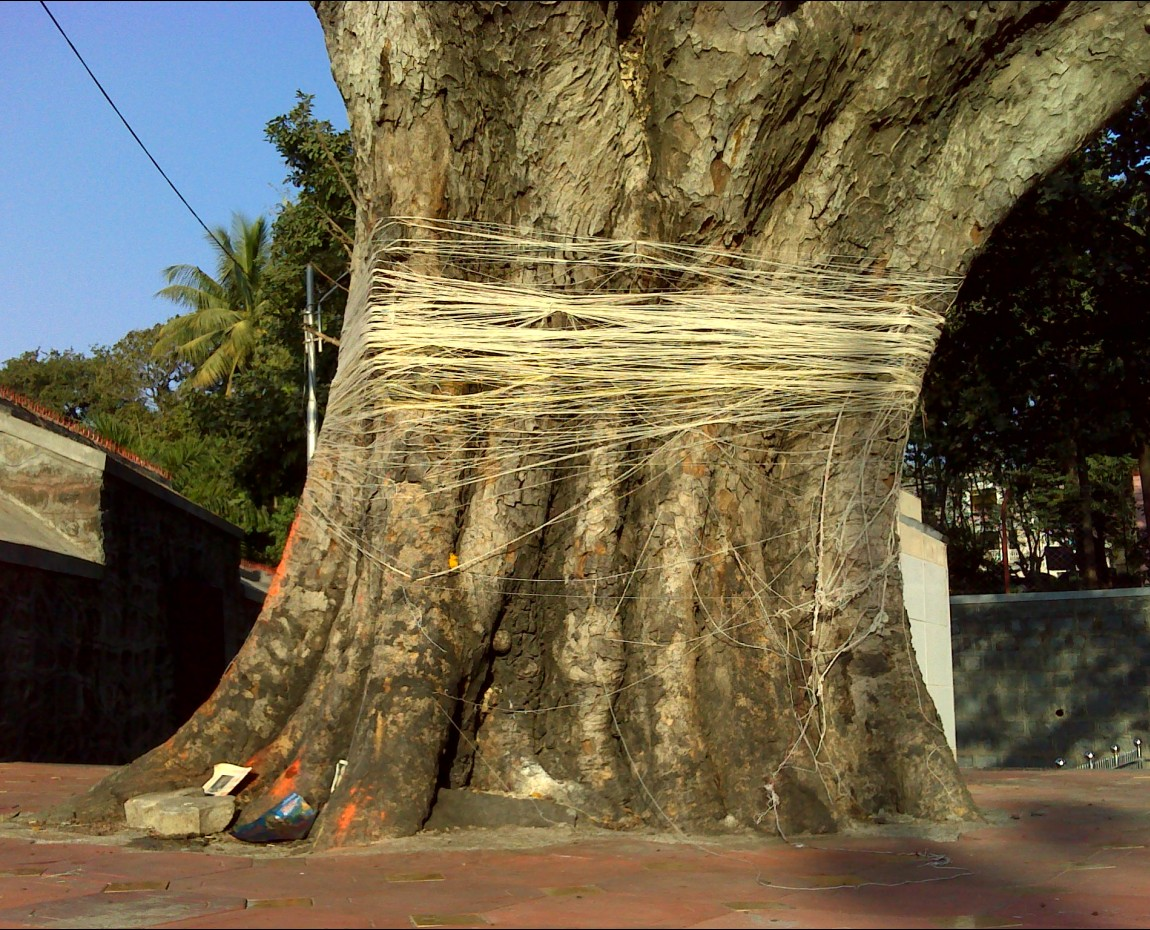

Wat purnima – święto obchodzone w indyjskim stanie Maharashtra podczas pełni księżyca (purnima), przypadającej w miesiącu dźjesztha.

## Sawitripudźa
Zamężne kobiety dokonują obrzędu Wat Sawitripudźa w celu zapewnienia swym mężom długiego życia. Symbolicznie okrążają 108 razy drzewo wat (niekiedy także pipal), obwiązując je przy tym bawełnianą nitką. Figowiec bengalski (drzewo wat) symbolizuje długie życie, zaś nitka, o ile jest pojedyncza – jego kruchość.

## Mit o Sawitri
Obwiązanie grubego pnia drzewa 108 razy nawiązuje do mitu o Sawitri, która nieustępliwie błagała boga śmierci Jamę, by nie zabierał jej męża. Zabierając go zgadzał się on na różne łaski w zamian za męża, obiecał zdrowie dla jej rodziny itd. Podażając za nim do Krainy Śmierci, tuż przed bramą poprosiła Jamę, by dał jej syna. Gdy się zgodził, zwróciła mu uwagę, że bez męża to niemożliwie. Jama musiał ustąpić i zwrócił Sawitri męża.